# Allantodia phaeolepis
Allantodia phaeolepis là một loài dương xỉ trong họ Athyriaceae. Loài này được Tagawa Ching mô tả khoa học đầu tiên năm 1964.